# Pochodna (chemia)
Pochodna (inaczej derywat) – związek chemiczny powstały przez zastąpienie jednego lub kilku atomów cząsteczki (najczęściej wodoru) grupą funkcyjną lub grupą innych atomów. Np. krezol (C6H4(CH3)OH) jest pochodną fenolu (C6H5OH), który z kolei jest pochodną benzenu (C6H6). Jednocześnie krezol jest pochodną toluenu (C6H5CH3), który także jest pochodną benzenu.
Przeprowadzenie związku chemicznego w jego bardziej lotną pochodną (upochodnianie, tzw. derywatyzacja) jest często stosowane w analizie chemicznej.